# Razakars (Hyderabad)
Os Razakars foram uma força paramilitar e guarda doméstica no estado de Hyderabad, cujos objetivos eram defender Hyderabad diante de uma invasão indiana. Formada em 1938 por Bahadur Yar Jung, a organização se expandiu consideravelmente durante a liderança de Qasim Razvi na época da anexação do país pela Índia. Embora associada principalmente ao partido político muçulmano Majlis-e-Ittehadul Muslimeen (MIM), rapidamente começou a atrair dalits e outros hindus de Hyderabad para suas fileiras, além de colaborar posteriormente com os comunistas em 1948.
Durante o período de novembro de 1947 a agosto de 1948, quando Hyderabad estava sob um Acordo de Paralisação com a Índia, o governo indiano fez repetidas exigências ao Nizam de Hyderabad para dissolver os Razakars, que foram todas rejeitadas. Na posterior invasão armada lançada pela Índia, apelidada de "ação policial", os Razakars formaram a principal resistência ao Exército Indiano. Depois de serem derrotados, o Nizam se rendeu e concordou em dissolver os Razakars. Qasim Razvi foi inicialmente preso e depois autorizado a se mudar para o Paquistão, onde recebeu asilo.
A organização se tornou um tópico renovado de discussão na Índia moderna devido a um filme histórico lançado em 2024 distorcendo a situação política em Hyderabad pré-1948 e promovendo propaganda antimuçulmana.